# Pablo Sanz Iniesta
Pablo Sanz Iniesta, (Barcelona, Cataluña, España, 30 de agosto de 1973) es un exfutbolista y entrenador español. Jugaba en la posición de centrocampista. Actualmente es asistente técnico de Julen Lopetegui en el West Ham United Football Club de Inglaterra. 
Anteriormente ocupó el cargo de segundo entrenador de la selección de fútbol de España, hasta el 13 de junio de 2018.

## Trayectoria
- 1980-93 Fútbol sala bloques Renfe
- 1993-97 Fútbol Club Barcelona "B"
- 1997-04 Rayo Vallecano de Madrid
- 2004-05 Club Deportivo Numancia de Soria
- 2005-06 Centre d'Esports Sabadell Futbol Club